# Нестеровка (Туркестанская область)
Нестеровка (каз. Нестеровка) — бывшее село в Толебийском районе Туркестанской области Казахстана. Входило в состав Казгуртского сельского округа. 

## Население
По данным переписи 1999 года в селе проживало 322 человека (169 мужчин и 153 женщины).

## История
В 2000-е годы включено в состав села Киелитас.